# Ponte di Stonecutters
Il ponte di Stonecutters è un ponte strallato che attraversa il Canale Rambler a Hong Kong, collegando Nam Wan Kok, Tsing Yi all'isola di Stonecutters.

## Descrizione

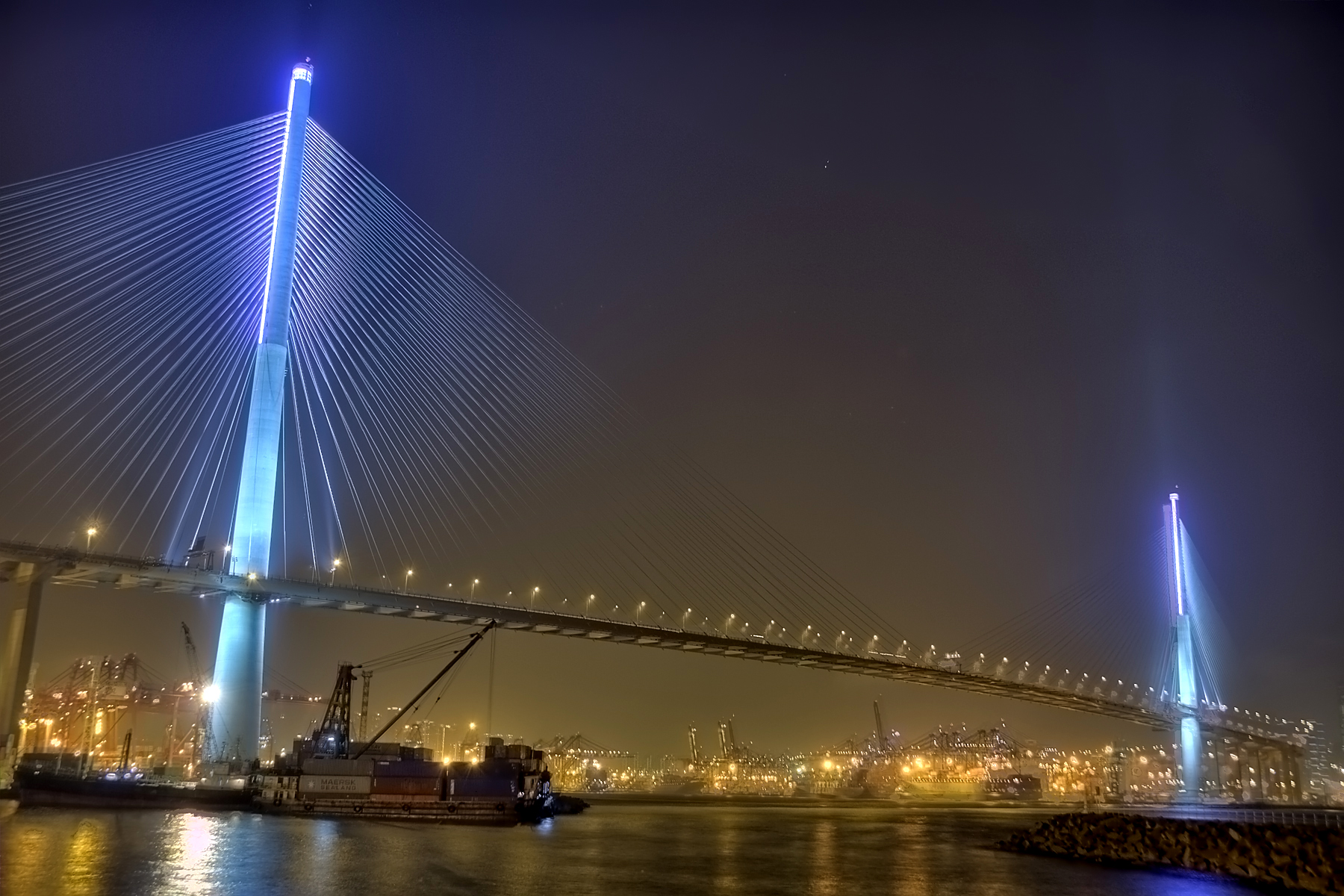

Il ponte fu completato il 7 aprile 2009 e fu aperto al traffico il 20 dicembre 2009. Il ponte al momento del suo completamento aveva la seconda campata più lunga del mondo.
Il ponte fa parte della Route 8 di Hong Kong, che collega Sha Tin, Cheung Sha Wan, l'isola di Tsing Yi, Ma Wan e l'isola di Lantau.
Il ponte ha vinto il Supreme Award 2010  assegnato dall'Institution of Structural Engineers del Regno Unito.